# 静河镇
静河乡，中华人民共和国湖南省岳阳市湘阴县下属的一个镇，位于湘阴县中南部。

## 建制沿革
- 1995年，安静、湾河2乡合并组建静河乡。

## 行政区划
静河乡下辖19个行政村：
- 青湖村、青云村、金鸡村、长征村、地坡村、板塘村、龙潭村、水山村、梅花村、共和村、共兴村、青麦村、爱民村、麦子村、齐贤村、沙坪村、湾河村、青山村、合兴村
- 园艺场村、白泥湖渔场